# Buket Uzuner
Buket Uzuner (Ankara, 3 de octubre de 1955) es una escritora turca.

## Biografía
Estudió biología y ciencias ambientales y trabajó como lectora en la Universidad de Hacettepe y en la Universidad Técnica de Medio Oriente.
Destacan sus libros/guías de viaje y la galardonaron con el Premio Yunus Nadi por su novela “Balık İzlerinin Sesi” (“Las huellas de los peces”) en 1993.

## Novelas
- İki Yeşil Susamuru, Anneleri, Babaları, Sevgilileri ve Diğerleri (1991)
- Balık İzlerinin Sesi (1992)
- Kumral Ada Mavi Tuna (1997)
- Uzun Beyaz Bulut - Gelibolu (2001)
- İstanbullular (2007)
- Su- Uyumsuz Defne Kaman'ın Maceraları (2012)
- Toprak- Uyumsuz Defne Kaman'ın Maceraları (2015)